# Ставинога Віктор Володимирович
Ві́ктор Володи́мирович Ставинога (* 1961) — український важкоатлет, майстер спорту СРСР та України.

## З життєпису
Народився 1961 року в селі Жеревпілля (Іванківський район), здобув середню освіту в Розважівській ЗОШ. Любов'ю до спорту завдячує вчителю фізкультури Миколі Івановичу Вождаєнку (надалі — тренер Іванківської ДЮСШ).
1982 року здобуває звання майстра спорту СРСР з важкої атлетики.
1999 — майстер спорту України з пауерліфтингу.
2001 року — бронзовий призер Чемпіонату Європи з важкої атлетики (Чехія).
2008 та 2009 роки — срібний призер Чемпіонату Європи з важкої атлетики.
2011 року стає чемпіоном перших Європейських ігор з важкої атлетики.
2012-го — чемпіон світу з важкої атлетики серед ветеранів.